# 長津田車両工場
長津田車両工場（ながつたしゃりょうこうじょう）は、神奈川県横浜市青葉区にある東急電鉄の車両工場。こどもの国線恩田駅に隣接している。

## 概要
1972年に元住吉工場が長津田に移転し、長津田工機事務所として発足した。翌1973年に長津田車両工場に改称。2019年より組織上は車両総合事務所と称するが、施設名としては引き続き長津田車両工場の名称が用いられている。
それまで定期検査を施工していた元住吉工場は施工能力の限界に達しており、また隣接する元住吉検車区自体も度重なる東横線の車両増備により留置能力の不足が発生していた。このため、こどもの国線沿線に新たな工場施設を建設して元住吉工場を移転させ、工場跡地を元住吉検車区の拡張に供した。長津田車両工場は1970年（昭和45年）11月の操業を目標として建設工事が進められていたが、こどもの国協会の保有するこどもの国線に東急の検査入出場車両が走ることに、厚生省と大蔵省（当時）の許可が得られず、操業開始は1972年（昭和47年）10月まで遅れた。
車体更新・他社への車両譲渡の際の改造担当工場として、関連会社である東急テクノシステム長津田工場が併設されている。
長津田車両工場の組織としては、長津田車両区と長津田整備区に分かれており、さらに各検査チーム等に分かれている。2019年4月1日現在は鉄道事業本部車両部に属する。
入れ換え用としてデキ3020形3021、ED30 1、デワ3040形3043が配置（すべて車籍は無く機械扱い）されていたが、2009年春にアント工業製（実際の製造は北陸重機工業で、アント工業を通じて納入されたもの）の入換機2両が導入されたため、デキ3020形3021は上毛電気鉄道に譲渡され、他の2両は解体された。
- 敷地面積：44,872 m2
- 建物面積：16,276 m2
- 担当検査：重要部検査・全般検査・改良並びに修繕工事[4]

### 検査担当車両
- 東急電鉄：全車両
  - 世田谷線の車両は、台車や電気機器を長津田車両工場までトラック輸送し、車体は雪が谷検車区上町班で整備する[4]
- 横浜高速鉄道：全車両

## 沿革
- 1972年（昭和47年）10月2日[3] - 元住吉工場が移転し、長津田工機事務所として発足。
- 1973年（昭和48年）2月 - 長津田車両工場と改称[5]。
- 1977年（昭和52年）4月1日[6] - 世田谷線の上町検車区を吸収合併し、世田谷線の検車業務を担当するようになる[5][6]	。
- 1983年（昭和58年）9月16日[6] - 世田谷線の検車業務を長津田検車区に移管[5][6]。
- 1999年（平成11年）3月 - 私鉄の鉄道車両工場では初めてISO14001を取得[4]。
- 2001年（平成13年）7月 - 定期検査を東急テクニカルサービスに業務移管する[4]。
- 2003年（平成15年）4月 - 東急テクニカルサービスから東急レールウェイサービスに社名変更する[4]。
- 2005年 - 2006年 - 工場脇の留置線（入場線など）を増設。
- 2010年（平成22年）10月 - 定期検査を東急レールウェイサービスから東京急行電鉄に再度業務移管する[4]。
- 2019年4月 - 組織上名称を車両総合事務所とする[7]。